# Kontorsmöbler

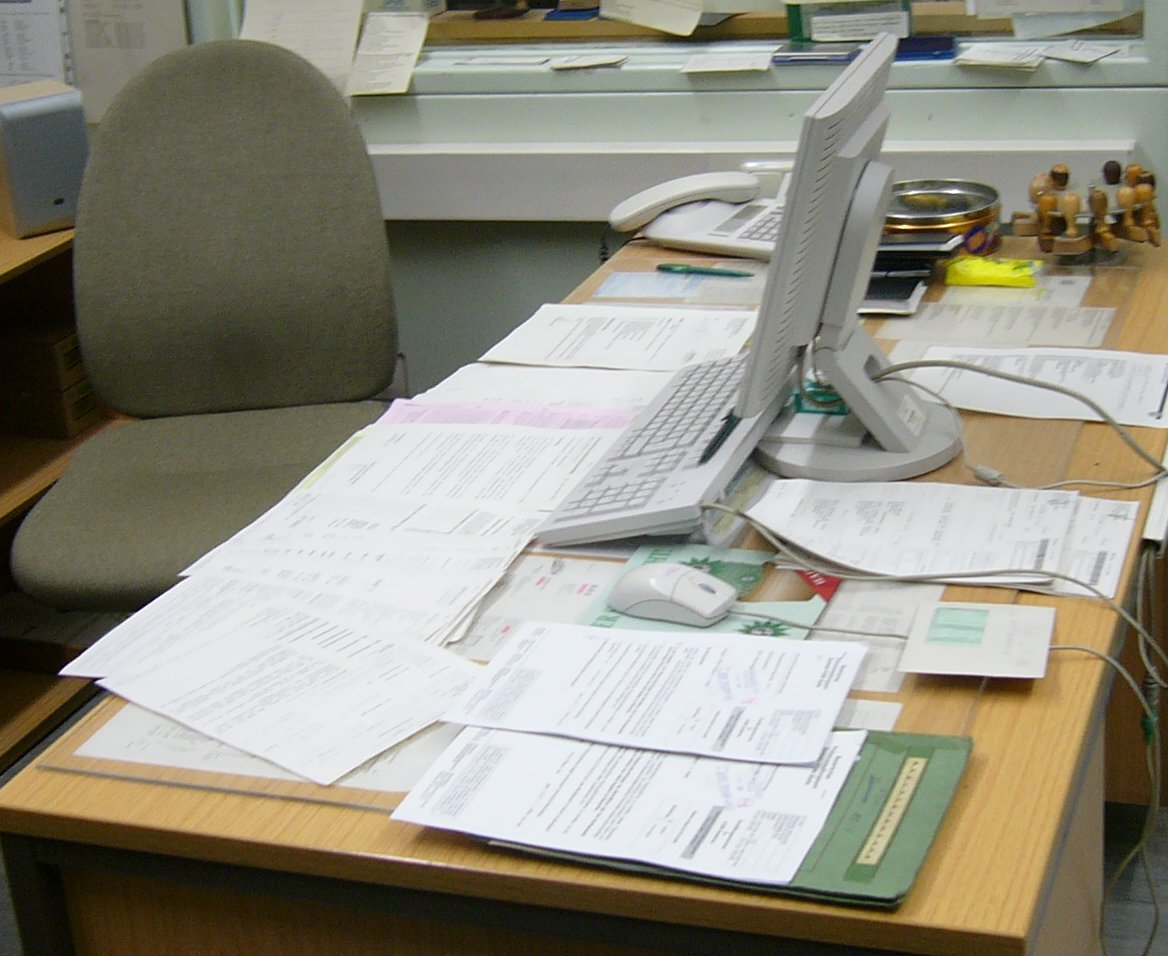
Skrivbord och stol på ett kontor.

Kontorsmöbler består som regel av bord, kontorsstol, hylla och skåp. De är anpassade för att hantera människors behov av en god arbetsmiljö.

## Tillverkare
- AJ produkter AB
- Edsbyverken
- Kinnarps AB
- Vican
- EFG European Furniture Group AB
- SA Möbler AB
- Morekontor
- AZ Design AB
- Gerdmans Inredningar AB